# Brezno
Brezno (in tedesco: Bries o Briesen, in ungherese: Breznóbánya) è una città della Slovacchia capoluogo del distretto omonimo, nella regione di Banská Bystrica.

## Storia
Il luogo dove sorge la città è sempre stato abitato sin dalla Preistoria, ma la città attuale è nata da un antico insediamento slovacco, vicino al quale i minatori tedeschi appena arrivati costruirono una tipica piazza per il mercato nel XIII secolo. Il primo riscontro storico dell'esistenza della città è datato 1265, quando re 
Béla IV d'Ungheria promulgò una legge per i cacciatori della zona di Liptov, permettendo loro di utilizzare i boschi intorno alla città, conosciuta come Berezuno. Il nome deriva dalla parola slovacca "breza", che significa betulla.
Nel XIX secolo Brezno era una tipica città slovacca e uno dei centri del movimento nazionale slovacco. Dalla seconda guerra mondiale si è sviluppata diventando una città industriale.

## Amministrazione

### Gemellaggi
- Ciechanów
- Meudon
- Nový Bydžov